# Красные клетки
«Красные клетки» (англ. Deep Red) — американский научно-фантастический фильм 1994 года, снятый режиссёром Крэйгом Бэксли по сценарию Брента Моте. Главные роли в фильме исполнили Майкл Бин, Иоанна Пакула, Джон де Ланси, Лиза Коллинз, Линдсэй Хон, Тобин Белл и Джон Капелос.

## Сюжет
Происходит необычное явление — кровь девочки Грэси Рикмэн заражена странным иноземным вирусом, названным «Краснота». Этот вирус изменяет количество гемоглобина в крови, делая носителя практически неуязвимым и возможно бессмертным. Безумный и беспринципный исследователь Томас Ньюмайер хочет использовать девочку для своих экспериментов — он готов высосать каждую каплю крови из её тела, если ему это понадобится.
Помочь девочке может только эксперт по безопасности, в прошлом тоже учёный Джой Кейс. Для этого он должен помириться и объединиться со своей женой, с которой он в разводе. Вместе они пытаются остановить надувательство Томаса Ньюмайера и защитить девочку и её мать от опасных экспериментов безумца.

## В ролях
- Линдсэй Хон — Грэси Рикмэн, заражённая девочка
- Майкл Бин — Джой Кейс, эксперт по безопасности, добрый учёный
- Джон де Ланси — Томас Ньюмайер, злой сумасшедший учёный
- Иоанна Пакула — Моника Квик
- Тобин Белл — Уоррен Рикмэн
- Лиза Коллинз — миссис Рикмэн
- Джон Капелос — Мэк Уотерс
- Майкл де Барре — Лью Рамирес
- Стивен Уильямс —  детектив, сержант Элдон Джеймс
- Чейзи Дакода — Лидия